# Mouche
Mouche (Plural mouches; französisch für die Fliege) ist die Bezeichnung für ein kleines, schwarzes Schönheitspflaster. Mouches wurden im 17. und 18. Jahrhundert von vielen Damen und einigen Herren getragen – überall dort, wo französische Mode und Lebensart den Ton angaben.

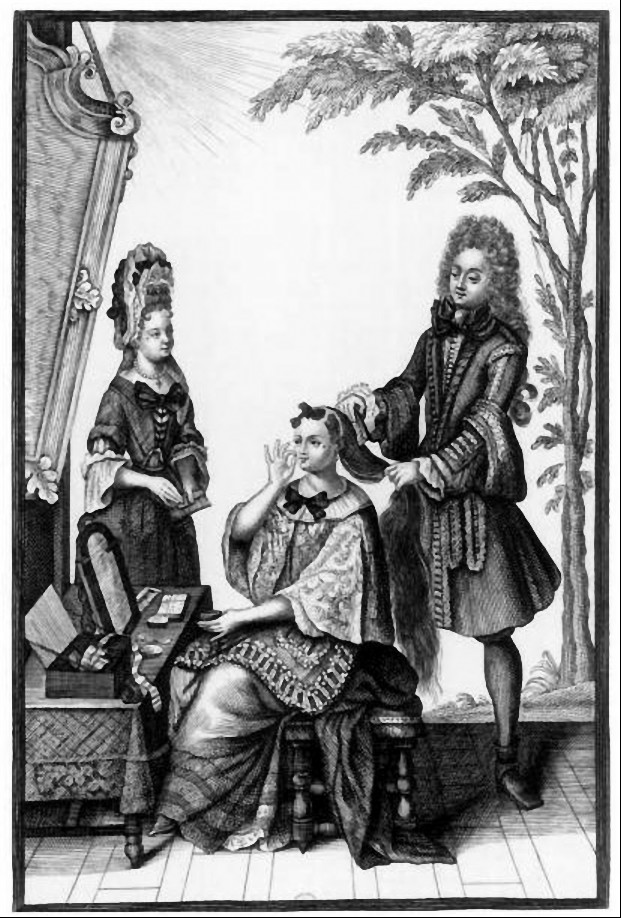
Le Matin, Kupferstich von N. Arnoult

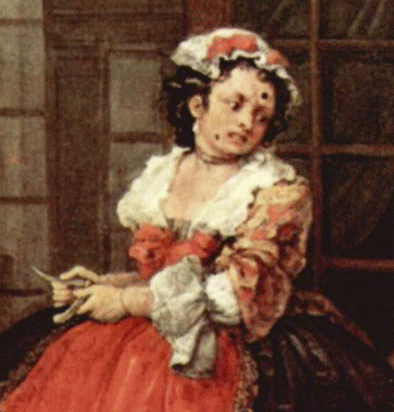
Gemälde von William Hogarth

Die Pflästerchen bestanden aus gummiertem Taft, Samt oder Seide, gelegentlich auch aus feinem, weichen Leder, seltener aus Papier. Unterschiedliche Formen fanden Verwendung: Sterne, Herzen, Mondsicheln, Rauten, Insekten und andere. Spezielle kleine Behälter (boîtes à mouches) dienten zur Aufbewahrung der Pflästerchen und durch ihre mehr oder weniger aufwändige Gestaltung auch als Prestigeobjekte. Sie konnten oval oder rund sein, hergestellt aus Gold, Silber, Rosenholz oder fein bemaltem Pappmaché, aus halbtransparentem Horn oder Elfenbein, auch aus Kupfer mit Emailleauflage; meist waren sie kunstvoll ornamentiert; die Innenseite des Deckels war häufig mit einem Spiegel oder einem Miniatur-Porträt versehen. Die Anbringung von mouches war normalerweise Teil der ausführlichen Morgentoilette. Der Kupferstich Le Matin („Der Morgen“) von N. Arnoult zeigt eine Dame am Schminktisch – während ihre Frisur hergerichtet wird, ist sie damit beschäftigt, die Schönheitspflästerchen anzulegen.
Die ästhetische Wirkung der mouches bestand darin, dass sie durch den größtmöglichen Hell-Dunkel-Kontrast den extrem hellen Teint betonten, der damals als vornehm galt und durch reichliche Verwendung von weißer Schminke und Puder hergestellt wurde. Auf einer anderen Ebene entwickelten sich die kleinen Pflaster zu Überbringern bestimmter Botschaften. Als Chiffren in einem galanten Spiel unter Angehörigen der „besseren Gesellschaft“ teilten sie dem Eingeweihten etwas über die Eigenschaften ihrer Trägerin mit, je nachdem, wo im Gesicht, auf Hals oder Busen sie platziert waren.
In einem französischen Lexikon des 19. Jahrhunderts, dem Grand Dictionnaire universel du XIXe siècle von Larousse, werden neun verschiedene Eigenschaften genannt, die mit den mouches signalisiert werden konnten. Danach trugen Schönheitspflästerchen:
- die leidenschaftliche Frau (la passionnée) – im Augenwinkel;
- die würdevolle Frau (la majestueuse) – auf der Stirn;
- die zu Scherzen aufgelegte Frau (l’enjouée) – über den Grübchen, die beim Lachen entstehen;
- die Frau, die nichts gegen Liebesabenteuer hat (la galante) – auf der Wange;
- die Frau, die gerne küsst (la baiseuse) – im Mundwinkel;
- die ausgelassen fröhliche Frau (la gaillarde) – auf der Nase;
- die kokette Frau (la coquette) – über den Lippen;
- die diskrete Frau (la discrète) – unter der Unterlippe, fast schon am Kinn;
- die „Diebin“ (la voleuse) – um eine kleine Unreinheit der Haut zu verdecken.

Andere Quellen lassen einige dieser Varianten aus und benennen dafür weitere Bedeutungen, zum Beispiel: die Unwiderstehliche (l’assassine) – Pflaster in Augennähe, die Enthüllende (la révéleuse) – Pflaster auf dem Busen.
In Deutschland wurde die Mode der mouches unter ihrer französischen Bezeichnung übernommen, oft in eingedeutschter Schreibweise („die Muschen“). Im „Universal-Lexicon“ des Verlegers Johann Heinrich Zedler hieß es 1739: „Wir Deutschen bekommen unsere Moden […] gemeiniglich aus Franckreich, weyl bei denen meisten von uns das Vorurtheil ist, dass die Frantzosen in Erfindung solcher Dinge am geschicktesten sind.“ Satirische Kritik am eitlen Aufwand, der mit den Schönheitspflastern verbunden war, äußerten in Deutschland mehrere Vertreter der Aufklärung, etwa die Schriftsteller Gottlieb Wilhelm Rabener (1714–1771), Justus Friedrich Wilhelm Zachariae (1726–1777) und Christoph Martin Wieland (1733–1813).